# Grzegorz Wyszyński
Grzegorz Krzysztof Wyszyński (ur. 16 września 1988) – polski duchowny Narodowego Kościoła Katolickiego; były duchowny Kościoła Starokatolickiego w Rzeczypospolitej Polskiej; od lipca 2018 biskup Diecezji Centralnej Narodowego Kościoła Katolickiego- kościoła prawnie działającego na terytorium Polski (wpisany do Rejestru Kościołów i innych związków wyznaniowych prowadzonym przez MSWiA pod pozycją nr.189).

## Życiorys
Grzegorz Wyszyński pochodzi z Oławy. Po ukończeniu liceum ogólnokształcącego postanowił zostać duchownym. Formację klerycką odbywał w rzymskokatolickim seminarium duchownym we Wrocławiu. Przed święceniami opuścił seminarium, odszedł z Kościoła katolickiego i został starokatolikiem. W 2012 roku uzyskał tytuł magistra teologii na Papieskim Wydziale Teologicznym we Wrocławiu, na podstawie pracy z katolickiej nauki społecznej Kapłan w nauczaniu społecznym Stefana Kardynała Wyszyńskiego napisaną pod kierunkiem promotora ks. prof. dr hab. Waldemara Irka. 10 maja 2012 w Warszawie otrzymał święcenia diakonatu z rąk biskupa Sylwestra Bigaja - ówczesnego ordynariusza diecezji kanadyjskiej Polskiego Narodowego Kościoła Katolickiego. Święcenia prezbiteratu otrzymał dnia 17 czerwca 2017 roku z rąk biskupa Wojciecha Zdzisława Kolma. 
W marcu 2018 roku powołano diecezję polską NKK w Polsce, której został ordynariuszem, zaś 27 lipca 2018 decyzją I Synodu Generalnego Narodowego Kościoła Katolickiego został wybrany biskupem NKK i mianowany ordynariuszem diecezji polskiej Kościoła. Sakrę biskupią przyjął w dniu 28 lipca 2018 w Ciechocinku z rąk bp. Roberta Matysiaka.
Rektor Seminarium Duchownego NKK. Pełni funkcję wiceprzewodniczącego Rady Synodalnej Kościoła i przewodniczącego Komisji Ekumenicznej Kościoła, jest również sędzią Trybunału Kościoła. Ponadto jest przewodniczącym Kolegium Biskupów Narodowego Kościoła Katolickiego.